# Henry F. Hall
Henry Foss Hall, OC (28 juin 1897 - 1971) était un administrateur universitaire canadien. Il a été doyen, puis directeur de l'Université Sir-George-Williams pendant la période de 1935 à 1962.
Au cours de ses 40 ans de carrière, Hall a joué un rôle crucial dans le développement du Collège Sir George Williams, contribuant à la transformation du  Sir George Williams en université et à l'enrichissement de son programme d'études. Il commence comme premier conseiller en orientation au Canada (1926), puis a poursuivi une carrière d'enseignant (1932-1962), puis de doyen du Collège Sir George Williams (1935-1957), puis de directeur de l'Université Sir George Williams (1957-1962), et enfin de directeur émérite jusqu'à son décès en 1971.
Il est l'un des premiers récipiendaires de l'Ordre du Canada en recevant la Médaille du service de l'Ordre du Canada (en) en 1967.
Le pavillon Henry-F.-Hall de l'Université Concordia à Montréal porte son nom. Une bourse est également en nos jours nommée en son honneur.